# Stemmops concolor
Stemmops concolor är en spindelart som beskrevs av Simon 1897. Stemmops concolor ingår i släktet Stemmops och familjen klotspindlar. Inga underarter finns listade i Catalogue of Life.